# Hohenmirsberg
Hohenmirsberg ist ein Gemeindeteil der Stadt Pottenstein im Landkreis Bayreuth (Oberfranken, Bayern). Die Gemarkung Hohenmirsberg hat eine Fläche von 9,507 km². Sie ist in 1308 Flurstücke aufgeteilt, die eine durchschnittliche Flurstücksfläche von 7268,42 m² haben. In ihr liegen neben dem namensgebenden Ort die Gemeindeteile Pullendorf und Steifling.

## Geographie und Verkehrsanbindung
Das Pfarrdorf Hohenmirsberg liegt etwa 4,5 km nordöstlich der Kernstadt Pottenstein an der Staatsstraße 2163. 4 km östlich verläuft die Bundesautobahn 9 mit der Anschlussstelle 43 Trockau.

## Geschichte
Hohenmirsberg ist wahrscheinlich einer der ältesten Gemeindeteile Pottensteins. Der alte Ortsname „Munrichesberg“ stammt wohl von dem Personennamen Munrich. Der an einer alten Geleitstraße gelegene Ort wurde 1124 im Zusammenhang mit einem Eberhard erstmals erwähnt. Zu dieser Zeit erwarb Bischofs Otto I. den Ort wohl für das Bistum Bamberg. Im Zweiten Markgrafenkrieg wurde Hohenmirsberg am 24. September 1553 ausgeplündert und niedergebrannt. 1720–22 entstand die Pfarrkirche St. Martin. Der Turm stammt schon aus der Zeit der Einrichtung der Pfarrei im Jahre 1472.

### Eingemeindungen
Bis zur Gebietsreform in Bayern war Hohenmirsberg eine  Gemeinde mit den Gemeindeteilen Pullendorf und Steifling im damaligen Landkreis Pegnitz. Dieser wurde 1972 aufgelöst. Am 1. Januar 1978 wurde Hohenmirsberg nach Pottenstein eingegliedert.

## Sehenswürdigkeiten
In der Liste der Baudenkmäler in Pottenstein (Oberfranken) sind für Hohenmirsberg sechs Baudenkmäler aufgeführt.
Auf der nordöstlich von Hohenmirsberg gelegenen Hohenmirsberger Platte, einem 614 m ü. NHN hohen Berg in der Fränkischen Schweiz, befindet sich seit 2008 das Geozentrum Hohenmirsberger Platte mit einem ca. 22 m hohen hölzernen Aussichtsturm, der auf seiner Spitze die Sendeantenne für die Mainwelle auf der Frequenz 93,3 MHz mit 100 Watt ERP trägt, einem Fossilklopfplatz und einem 5 km langen Geopfad mit Geologie- und Natur-Pavillon und Schautafeln.
Der Aussichtsturm auf der Hohenmirsberger Platte ist zurzeit möglicherweise der einzige Holzturm in Deutschland, der zur Verbreitung von Rundfunkprogrammen dient.